# Materiał rozszczepialny
Materiał rozszczepialny - materiał zawierający jądra atomowe, które w wyniku zderzeń z neutronami ulegają łatwemu rozszczepieniu z emisją dodatkowych neutronów w jego wyniku, jak np. uran: 233U lub 235U czy pluton 239Pu.
Materiały rozszczepialne stosuje się jako paliwo jądrowe w reaktorach jądrowych i do budowy bomb jądrowych.

## Nuklidy rozszczepialne
| Neutrony termiczne | Neutrony termiczne | Neutrony termiczne |       | Neutrony epitermiczne | Neutrony epitermiczne | Neutrony epitermiczne |
| σF                 | σγ                 | %                  |       | σF                    | σγ                    | %                     |
| ------------------ | ------------------ | ------------------ | ----- | --------------------- | --------------------- | --------------------- |
| 531                | 46                 | 8,0%               | 233U  | 760                   | 140                   | 16%                   |
| 585                | 99                 | 14,5%              | 235U  | 275                   | 140                   | 34%                   |
| 750                | 271                | 26,5%              | 239Pu | 300                   | 200                   | 40%                   |
| 1010               | 361                | 26,3%              | 241Pu | 570                   | 160                   | 22%                   |

Rozszczepialne nuklidy ulegające rozszczepieniu przez neutrony termiczne:
- uran-235 – występuje w przyrodzie w uranie naturalnym,
- pluton-239 – syntetyczny, uzyskiwany z uranu-238 przez wychwyt neutronu,
- pluton-241 – syntetyczny, uzyskiwany z plutonu-240 poprzez wychwyt neutronu,
- uran-233 – syntetyczny uzyskiwany z toru-232, poprzez wychwyt neutronu.

Nuklidy rozszczepialne nie zawsze ulegają rozszczepieniu w wyniku absorpcji neutronów. Szansa na zajście rozszczepienia jest zależna od nuklidu jak również energii neutronu. Dla małych i średnich energii neutronów, przekroje czynne na pochłonięcie neutronu wywołujące rozszczepienie (σF), przekrój na wychwyt neutronów z emisją gamma (σγ), oraz odsetek nierozszczepialnych absorpcji są podane w tabeli po prawej stronie.
Nuklidy, z których powstają nuklidy rozszczepialne nazywane są paliworodnymi. Przykładami ich są uran-238, pluton-240 czy tor-232. Uran-238 i tor-232 ulegają rozszczepieniu w wyniku bombardowania neutronami o energii większej niż 1 MeV dlatego również, pomimo małego przekroju czynnego na rozszczepienie, bywają zaliczane do nuklidów rozszczepialnych.